# Israel Novaes
Israel Eve Sales de Novaes, más conocido como Israel Novaes (Breves, 28 de abril de 1990), es un rapero y compositor de música sertaneja. Nacido en Breves, en el interior del Pará. El sertanejo comenzó su carrera Musical en Goiânia. Se hizo conocido por mezclar sertanejo, forró y arrocha. Entre los éxitos de la carrera están "Viene ni mí dodge ram", "Vô, Tô Estourado", "Señal Disfrazada", "Selfie", "Usted Merece Cachê" y entre otros hits.

## Historia
Se cambió para Goiânia solo para cursar Derecho, en la Pontificia Universidad Católica de Goiás (PUC-GO), donde cursou hasta el séptimo periodo.
Comenzó a cantar aún niño, influenciado por familiares. Tuvo su primer contacto con la música en la iglesia evangélica que frecuentaba con la familia. A los 16 años hizo su primera composición. A pesar de componer y cantar en el género sertanejo, nunca tuvo ganas de integrar una pareja. Para cursar derecho en la PUC-GO, se cambió para Goiânia, uno de los grandes centros de la música sertaneja. A invitación de amigos, conciliaba siempre presentaciones como cantante en fiestas universitarias con los estudios. De una brincadeira entre amigos, surgió la composición de la música “Viene Ni Mí Dodge Ram”, que lo proyectó al éxito nacional, y figuró entre una de las más ejecutadas en radios de todo lo Brasil.
En noviembre de 2011 él fue presentado oficialmente en el escenario de Caldas Country, uno de los mayores Festivales Sertanejo del País y conquistó el público exigente que estaba en el evento. 2012, lanzó un CD, con producción musical de Bigair Dy Jayme. Auto-intitulándose El tipo del Arrocha, enfocó en el sertanejo universitario, pero comprendió también otros estilos. Durante todo el año de 2012 la música "Viene ni mí Dodge Ram" llevó Israel a las cuatro esquinas del país. En el inicio de 2013, él lanzó más un hit "Vó Te lo Estourado" Los pedidos de show aumentaron aún más, e Israel conquistó el país con su voz y gingado, comenzó a presentarse en los principales programas de TELES y mostrar su talento. Participó del Sertanejo Pop Festival, transmitido en vivo por el canal Multi-show/Globosat. El mismo año, con una de las agendas más requisitadas del periodo, hizo shows en todas las regiones de Brasil. El día 25 de octubre de 2013 el cantante graba su primer DVD en el Centro Cultural Oscar Niemayer en Goiânia, con el mix de ritmos, el cantante mezcló todos los estilos y tiene las participaçoes de la pareja Jorge & Mateus, Naldo Benny, Matheus & Kauan, Márcio Victor, del Psirico, Gusttavo Lima.
En 2015, grabado en vivo en el Villa Mix en Brasilia, el cantante lanza su segundo DVD intitulado Forró de Israel por la Universal Music, el cantante apuesta más en músicas mezcladas con el forró. El álbum cuenta con grandes éxitos y participaciones especiales como de Wesley Safadão, Matheus & Kauan, Cristiano Araújo, Guilherme & Santiago, Jeferson Moraes y Gabriel Diniz.

## Discografía
| CD/DVD                        | Año  |
| ----------------------------- | ---- |
| - O Cara do Arrocha (CD)      | 2012 |
| - Israel Novaes (CD)          | 2013 |
| - Ao vivo em Goiânia (CD/DVD) | 2014 |
| - Forró de Israel (CD/DVD)    | 2015 |

EP
2017:Minha Ex Tá Bem

### Singles
- 2012: "Viene Ni Mí Dodge Ram" (part. Gusttavo Lima)
- 2012: "Sinal Disfarçado" (part. Israel Novaes)
- 2012: "O cara do Arrocha"
- 2012: "Única Paixão"
- 2012: "Beijo Meu"
- 2012: "Combinación Perfecta"
- 2012: "Carro Pancadão"
- 2012: "Depende"
- 2012: "Descontrolada"
- 2013: "Vó Tô Estourado"
- 2013: "Canção Perfeita"
- 2013: "Espelho"
- 2014: "Tchaca" (part. Marcio Victor, del Psirico)
- 2014: "Vai Entender" (part. Jorge & Mateus)
- 2015: "Ô Sofrência"
- 2015: "Selfie"
- 2015: "Coração Indisponivel" (part. Cristiano Araújo)
- 2016: "Sextou"
- 2016: "Nada Mal" (part. Matheus & Kauan)
- 2016: "Tô Namorando Solteiro"
- 2016: "Voçê Merece Cachê" (part. Wesley Safadão)
- 2016: "O Mundo Girou"
- 2017: "Despacito" Versión en Portugués (part. Luis Fonsi)
- 2017:Minha Ex Tá Bem